# Jeux paralympiques africains
Les Jeux paralympiques africains (JPA) réunissent des athlètes africains en situation de handicap de tous les pays du continent pour des épreuves handisports. La première édition a lieu en 2023 au Ghana.

## Histoire
Le 2 avril 2019, un protocole d’accord pour l’organisation des premiers Jeux paralympiques africains (JPA) par le Maroc est signé à Rabat entre le ministère de la Jeunesse et des Sports marocain, le Comité international paralympique (IPC), le Comité paralympique africain (APC) et la Fédération royale marocaine des sports pour personnes handicapées (FRMSPH).
Les premiers Jeux sont initialement programmés pour se dérouler du 26 au 31 janvier 2020 à Rabat. Ils comprennent sept disciplines : athlétisme, basket-ball en fauteuil, cécifoot, goalball, haltérophilie, para-taekwondo, volley-ball assis,. En novembre 2019, ils sont reportés pour des raisons logistiques et matérielles avant d'être abandonnés avec la pandémie de Covid-19.
Le 5 octobre 2021, le Ghana annonce l'organisation de la première édition des Jeux paralympiques africains sur son sol en 2023, en parallèle des Jeux africains de 2023.

## Éditions
| Édition | Année | Ville    | Pays   | Dates                 |
| ------- | ----- | -------- | ------ | --------------------- |
| I       | 2023  | Accra    | Ghana  | 8 mars - 23 mars 2023 |
| II      | 2027  | Le Caire | Égypte |                       |